# 南部州 (カメルーン)
南部州（なんぶしゅう）（英語：South Province、フランス語：Province du Sud）は、カメルーンの南端にある州である。面積47,110km2、人口373,798人（1987年）。州都はエボロワ（Ebolowa）。州内の主な都市は、他にクリビなどがある。

## 隣接州
- リトラル州
- 中央州 (カメルーン)
- 東部州 (カメルーン)
- サンガ県
- ウォレウ・ンテム州
- キエンテム県
- 中南部県
- リトラル県 (赤道ギニア)

## 下位行政区画

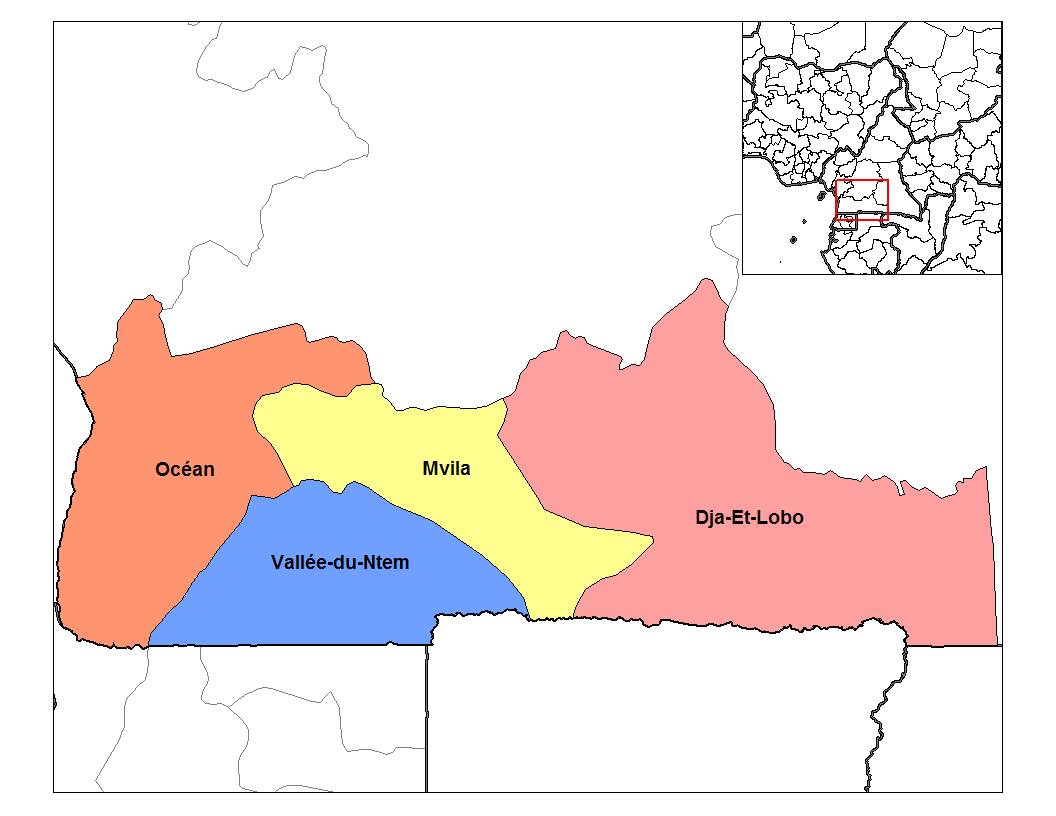
南部州の県

- Dja-et-Lobo - 中心都市：サングメリマ（英語版）
- Mvila - 中心都市：エボロワ
- Océan - 中心都市：クリビ
- Vallée-du-Ntem - 中心都市：アンバム（英語版）